# Монофон
Монофо́н (від грец. monos – один єдиний та phone – звук) - коротка оригінальна розповідь, кожне слово якої починається з однакового звуку (літери), що обирається за бажанням автора монофону. Цей термін вперше був уведений до наукового обігу Д. Н. Александровим.
Різновидом монофонів є тавтограма - вірш, усі рядки якого починаються однією й тією самою буквою.

## Вимоги при написанні
- монофон пишеться на певну тему (не просто набір речень, різних за змістом).
- один монофон повинен нараховувати не менше, ніж сто слів (для початківців) лише на один конкретний звук, використання інших звуків забороняється;
- службові слова можуть починатися на будь-які звуки, але повинні бути односкладовими (або двоскладові). Наприклад „в”, „у”, „на”, „до”, „поряд”, „і”, „та” тощо;
- слова, що використовуються в тексті монофону декілька разів враховуються в кількісному співвідношенні тільки один раз (це при визначенні кількості слів)[1].

Монофон сприяє розвитку відчуття ритму, розширює словниковий запас, систематизує слова за звучанням, класифікує за аналогією.

## Приклади
Осінь [Архівовано 17 травня 2017 у Wayback Machine.]
Ощасливлена осінь огортає обіймами осиротілу осику. Обеззброєні оголені оази ошуканих обітниць… Орнітологи опишуть оніміння озолочених осінніх океанів. Острівці обезкровлених обіцянок омиваються обезбарвленими опадами. Обтяжені осіннім одягом, осики обтрушують обпалені обагрянені обнови. Осиротілі обійстя озиваються оглушеними осінніми орієнтирами. Оболонками осінньої омани оновлюються одурені обличчя. Обвуглений обломок омріяного очищення осипається облагородженими облудними образами. Осіння окупація…
Ось-ось оговтаюсь. Ошукана, отруєна огидою, оніміла, овіяна оманою, одна-однісінька. Осоромлено опускаю очі. Отямилася. Осінні оповідання, однобарвні оди. Оживаю, оповита осколками ошуканих обіцянок. Опонентко опіумної осені! Одягни окуляри! Опиши одкровення одинокої одгородженої оглядачки осінньої облуди... Обвинувачена, осуджена одноманітністю, оживи оригінальністю! Окутайся оптимізмом! Оглянися!
Отож, очі очарувало овальне обличчя осені.
Оплески, ордени осені!